# モーニントン伯
モーニントン伯爵（英: Earl of Mornington）は、アイルランド貴族の爵位。第2代モーニントン男爵ギャレット・ウェズリーが1760年に叙されたのに始まる。1863年以降はウェリントン公爵位と継承者が同じになっている。

## 歴史
モーニントン男爵に叙されるリチャード・ウェズリー(1690–1758)は、生誕時の姓名はコリー(Colley)だったが、従兄弟にあたるギャレット・ウェズリー(1665-1728)からダンガン(Dangan)やモーニントン(Mornington)の荘園を相続し、姓名をウェズリーに改姓した。彼は1729年から1746年にかけてトリム選挙区から選出されてアイルランド庶民院の議員を務めた。1746年7月9日にはアイルランド貴族爵位ミース州におけるモーニントンのモーニントン男爵(Baron Mornington, of Mornington in the County of Meath)に叙された。
その息子ギャレット・ウェズリー(1735–1781)も襲爵前の1757年から1758年までトリム選挙区から選出されて庶民院議員を務め、1758年に2代モーニントン男爵位を襲爵した後、1760年10月2日にアイルランド貴族爵位モーニントン伯爵(Earl of Mornington)とミース州におけるダンガン城のウェルズリー子爵(Viscount Wellesley, of Dangan Castle in the County of Meath)に叙された。
初代モーニントン伯の長男リチャード・ウェルズリー(1760–1842)は、襲爵前の1780年から1781年にかけてトリム選挙区から選出されてアイルランド庶民院議員を務め、1781年5月の父の死で2代伯爵を継承した。1784年にはバー・オルストン選挙区から選出されてグレートブリテン議会の庶民院議員となった。1789年にはウェルズリー(Wellesley)に改姓した。その後も1797年まで選挙区を変えながら庶民院議員を務めた。1797年10月20日にはグレートブリテン貴族爵位サマセット州ウェルズリーのウェルズリー男爵(Baron Wellesley, of Wellesley in the County of Somerset)に叙され、グレートブリテン貴族院議員に列した。同年12月2日にはアイルランド貴族爵位ウェルズリー侯爵(Marquess Wellesley)に叙された。その後トーリー党の政治家としてインド総督や外務大臣、アイルランド総督などを歴任した。
1842年9月に初代ウェルズリー侯爵が死去した時、庶子扱いの男子は存命であったが、嫡出の直系男子ではなかったため、ウェルズリー侯爵位とウェルズリー男爵位は廃絶した。モーニントン伯爵位とウェルズリー子爵位とモーニントン男爵位は弟（初代モーニントン伯の次男）のウィリアム・ウェルズリー＝ポール(1763–1845)が継承した（3代モーニントン伯爵）。彼も襲爵前にトーリー党の庶民院議員を務め、アイルランド担当大臣や郵政長官等を歴任し、1821年7月17日に連合王国貴族爵位クイーンズ州におけるメアリーバラのメアリーバラ男爵(Baron Maryborough, of Maryborough in Queen's County)に叙され、貴族院議員に列していた。また彼は1789年にウェルズリー＝ポール(Wellesley-Pole)に改姓している。
3代伯爵の死後、その息子ウィリアム・ポール＝ティルニー＝ロング＝ウェルズリー(1788–1857)が4代伯を継承した。彼は1812年にポール＝ティルニー＝ロング＝ウェルズリー(Pole-Tylney-Long-Wellesley)に改姓した。
4代伯の死後はその息子ウィリアム・リチャード・アーサー・ポール＝ティルニー＝ロング＝ウェルズリー(1813–1863)が5代伯を継承した。しかし子供なく死去。彼の死去とともにメアリーバラ男爵は継承資格者がなくなり廃絶した。
5代伯の死後、初代伯の三男でナポレオン戦争の英雄である初代ウェリントン公爵アーサー・ウェルズリー元帥(1769–1852)の息子、第2代ウェリントン公爵アーサー・リチャード・ウェルズリー(1807–1884)が6代モーニントン伯爵を継承した。以降はウェリントン公爵位と継承者が同じになり、その従属爵位として現在まで続いている。

## 歴代当主

### モーニントン男爵 (1746年)
- 初代モーニントン男爵リチャード・ウェズリー (1690–1758)
- 2代モーニントン男爵ギャレット・ウェズリー (1735–1781)
  - 1760年にモーニントン伯爵に叙される

### モーニントン伯爵 (1760年)
- 初代モーニントン伯爵ギャレット・ウェズリー (1735–1781)
- 第2代モーニントン伯爵リチャード・ウェルズリー (1760–1842)
  - 1797年にウェルズリー男爵、1799年にウェルズリー侯爵に叙される

### ウェルズリー侯爵 (1799年)
- 初代ウェルズリー侯爵（第2代モーニントン伯爵）リチャード・ウェルズリー (1760–1842)
  - ウェルズリー侯爵位廃絶

### メアリーバラ男爵 (1821年)
- 初代メアリーバラ男爵ウィリアム・ウェルズリー・ポール（英語版） (1763–1845)
  - 1842年に第3代モーニントン伯爵位を継承

### モーニントン伯爵 (1760年)
- 第3代モーニントン伯爵（初代メアリーバラ男爵）ウィリアム・ウェルズリー＝ポール（英語版） (1763–1845)
- 第4代モーニントン伯爵（第2代メアリーバラ男爵）ウィリアム・ポール＝ティルニー＝ロング＝ウェルズリー（英語版） (1788–1857)
- 第5代モーニントン伯爵（第3代メアリーバラ男爵）ウィリアム・リチャード・アーサー・ポール＝ティルニー＝ロング＝ウェルズリー（英語版） (1813–1863)
  - メアリーバラ男爵位廃絶
- 第2代ウェリントン公爵（第6代モーニントン伯爵）アーサー・リチャード・ウェルズリー (1807–1884)
  - 以降はウェリントン公爵位と継承者が同じ。ウェリントン公爵を参照。

## 系図
|  |  |                      |                      |                      |                      |                      |                      |                                                                                               |                                                                                               | | | | | 1746年モーニントン男爵 | |                      |  | | | | | | | | | | | | | | |  |  |                                                                              |                                                                              |                                                                              |                                                                              |                                                                              |                                                                              |  |  |                                                     |                                                     |                                                     |                                                     |                                                     |                                                     |  |  |  |  |
|  |  |                      |                      |                      |                      |                      |                      |                                                                                               |                                                                                               | | | | | 初代モーニントン男爵 リチャード・ウェズリー (1690頃–1758)                                                                  | |                      |  | | | | | | | | | | | | | | |  |  |                                                                              |                                                                              |                                                                              |                                                                              |                                                                              |                                                                              |  |  |                                                     |                                                     |                                                     |                                                     |                                                     |                                                     |  |  |  |  |
|  |  |                      |                      |                      |                      |                      |                      |                                                                                               |                                                                                               | | | | | | |                      |  | | | | | | | | | | | | | | |  |  |                                                                              |                                                                              |                                                                              |                                                                              |                                                                              |                                                                              |  |  |                                                     |                                                     |                                                     |                                                     |                                                     |                                                     |  |  |  |  |
|  |  |                      |                      |                      |                      |                      |                      |                                                                                               |                                                                                               | | | | | 1760年モーニントン伯 | |                      |  | | | | | | | | | | | | | | |  |  |                                                                              |                                                                              |                                                                              |                                                                              |                                                                              |                                                                              |  |  |                                                     |                                                     |                                                     |                                                     |                                                     |                                                     |  |  |  |  |
|  |  |                      |                      |                      |                      |                      |                      |                                                                                               |                                                                                               | | | | | 初代モーニントン伯爵 2代モーニントン男爵 ギャレット・ウェズリー (1735–1781)                                                | |                      |  | | | | | | | | | | | | | | |  |  |                                                                              |                                                                              |                                                                              |                                                                              |                                                                              |                                                                              |  |  |                                                     |                                                     |                                                     |                                                     |                                                     |                                                     |  |  |  |  |
|  |  |                      |                      |                      |                      |                      |                      |                                                                                               |                                                                                               | | | | | | |                      |  | | | | | | | | | | | | | | |  |  |                                                                              |                                                                              |                                                                              |                                                                              |                                                                              |                                                                              |  |  |                                                     |                                                     |                                                     |                                                     |                                                     |                                                     |  |  |  |  |
|  |  |                      |                      |                      |                      |                      |                      |                                                                                               |                                                                                               | | | | | | |                      |  | | | | | | | | | | | | | | |  |  |                                                                              |                                                                              |                                                                              |                                                                              |                                                                              |                                                                              |  |  |                                                     |                                                     |                                                     |                                                     |                                                     |                                                     |  |  |  |  |
|  |  | 1799年ウェルズリー侯 | 1799年ウェルズリー侯 | 1799年ウェルズリー侯 | 1799年ウェルズリー侯 | 1799年ウェルズリー侯 | 1799年ウェルズリー侯 |                                                                                               |                                                                                               | 1821年メアリーバラ男爵 | 1821年メアリーバラ男爵 | 1821年メアリーバラ男爵 | 1821年メアリーバラ男爵 | 1821年メアリーバラ男爵 | 1821年メアリーバラ男爵 |                      |  | 1814年ウェリントン公 1812年シウダ・ロドリゴ公                                                                      | 1814年ウェリントン公 1812年シウダ・ロドリゴ公                                                                      | 1814年ウェリントン公 1812年シウダ・ロドリゴ公                                                                      | 1814年ウェリントン公 1812年シウダ・ロドリゴ公                                                                      | 1814年ウェリントン公 1812年シウダ・ロドリゴ公                                                                      | 1814年ウェリントン公 1812年シウダ・ロドリゴ公                                                                      | | | 1828年カウリー男爵                                                                                                   | 1828年カウリー男爵                                                                                                   | 1828年カウリー男爵                                                                                                   | 1828年カウリー男爵                                                                                                   | 1828年カウリー男爵                                                                                                   | 1828年カウリー男爵                                                                                                   |  |  |                                                                              |                                                                              |                                                                              |                                                                              |                                                                              |                                                                              |  |  |                                                     |                                                     |                                                     |                                                     |                                                     |                                                     |  |  |  |  |
|  |  | 1799年ウェルズリー侯 | 1799年ウェルズリー侯 | 1799年ウェルズリー侯 | 1799年ウェルズリー侯 | 1799年ウェルズリー侯 | 1799年ウェルズリー侯 | 初代ウェルズリー侯 2代モーニントン伯 3代モーニントン男爵 リチャード・ウェルズリー (1760–1842) | 初代ウェルズリー侯 2代モーニントン伯 3代モーニントン男爵 リチャード・ウェルズリー (1760–1842) | 初代ウェルズリー侯 2代モーニントン伯 3代モーニントン男爵 リチャード・ウェルズリー (1760–1842)                              | 初代ウェルズリー侯 2代モーニントン伯 3代モーニントン男爵 リチャード・ウェルズリー (1760–1842)                              | 初代ウェルズリー侯 2代モーニントン伯 3代モーニントン男爵 リチャード・ウェルズリー (1760–1842)                              | 初代ウェルズリー侯 2代モーニントン伯 3代モーニントン男爵 リチャード・ウェルズリー (1760–1842)                              | 1821年メアリーバラ男爵 | 1821年メアリーバラ男爵 |                      |  | 1814年ウェリントン公 1812年シウダ・ロドリゴ公                                                                      | 1814年ウェリントン公 1812年シウダ・ロドリゴ公                                                                      | 1814年ウェリントン公 1812年シウダ・ロドリゴ公                                                                      | 1814年ウェリントン公 1812年シウダ・ロドリゴ公                                                                      | 1814年ウェリントン公 1812年シウダ・ロドリゴ公                                                                      | 1814年ウェリントン公 1812年シウダ・ロドリゴ公                                                                      | 3代モーニントン伯 4代モーニントン男爵 初代メアリーバラ男爵 ウィリアム・ウェルズリー＝ポール (1763-1845) | 3代モーニントン伯 4代モーニントン男爵 初代メアリーバラ男爵 ウィリアム・ウェルズリー＝ポール (1763-1845) | 3代モーニントン伯 4代モーニントン男爵 初代メアリーバラ男爵 ウィリアム・ウェルズリー＝ポール (1763-1845)              | 3代モーニントン伯 4代モーニントン男爵 初代メアリーバラ男爵 ウィリアム・ウェルズリー＝ポール (1763-1845)              | 3代モーニントン伯 4代モーニントン男爵 初代メアリーバラ男爵 ウィリアム・ウェルズリー＝ポール (1763-1845)              | 3代モーニントン伯 4代モーニントン男爵 初代メアリーバラ男爵 ウィリアム・ウェルズリー＝ポール (1763-1845)              | 1828年カウリー男爵                                                                                                   | 1828年カウリー男爵                                                                                                   |  |  | 初代ウェリントン公 初代シウダ・ロドリゴ公 アーサー・ウェルズリー (1769–1852) | 初代ウェリントン公 初代シウダ・ロドリゴ公 アーサー・ウェルズリー (1769–1852) | 初代ウェリントン公 初代シウダ・ロドリゴ公 アーサー・ウェルズリー (1769–1852) | 初代ウェリントン公 初代シウダ・ロドリゴ公 アーサー・ウェルズリー (1769–1852) | 初代ウェリントン公 初代シウダ・ロドリゴ公 アーサー・ウェルズリー (1769–1852) | 初代ウェリントン公 初代シウダ・ロドリゴ公 アーサー・ウェルズリー (1769–1852) |  |  | 初代カウリー男爵 ヘンリー・ウェルズリー (1773-1847) | 初代カウリー男爵 ヘンリー・ウェルズリー (1773-1847) | 初代カウリー男爵 ヘンリー・ウェルズリー (1773-1847) | 初代カウリー男爵 ヘンリー・ウェルズリー (1773-1847) | 初代カウリー男爵 ヘンリー・ウェルズリー (1773-1847) | 初代カウリー男爵 ヘンリー・ウェルズリー (1773-1847) |  |  |  |  |
|  |  | ウェルズリー侯位廃絶 |                      |                      |                      |                      |                      | 初代ウェルズリー侯 2代モーニントン伯 3代モーニントン男爵 リチャード・ウェルズリー (1760–1842) | 初代ウェルズリー侯 2代モーニントン伯 3代モーニントン男爵 リチャード・ウェルズリー (1760–1842) | 初代ウェルズリー侯 2代モーニントン伯 3代モーニントン男爵 リチャード・ウェルズリー (1760–1842)                              | 初代ウェルズリー侯 2代モーニントン伯 3代モーニントン男爵 リチャード・ウェルズリー (1760–1842)                              | 初代ウェルズリー侯 2代モーニントン伯 3代モーニントン男爵 リチャード・ウェルズリー (1760–1842)                              | 初代ウェルズリー侯 2代モーニントン伯 3代モーニントン男爵 リチャード・ウェルズリー (1760–1842)                              | | |                      |  | | | | | | | 3代モーニントン伯 4代モーニントン男爵 初代メアリーバラ男爵 ウィリアム・ウェルズリー＝ポール (1763-1845) | 3代モーニントン伯 4代モーニントン男爵 初代メアリーバラ男爵 ウィリアム・ウェルズリー＝ポール (1763-1845) | 3代モーニントン伯 4代モーニントン男爵 初代メアリーバラ男爵 ウィリアム・ウェルズリー＝ポール (1763-1845)              | 3代モーニントン伯 4代モーニントン男爵 初代メアリーバラ男爵 ウィリアム・ウェルズリー＝ポール (1763-1845)              | 3代モーニントン伯 4代モーニントン男爵 初代メアリーバラ男爵 ウィリアム・ウェルズリー＝ポール (1763-1845)              | 3代モーニントン伯 4代モーニントン男爵 初代メアリーバラ男爵 ウィリアム・ウェルズリー＝ポール (1763-1845)              | | |  |  | 初代ウェリントン公 初代シウダ・ロドリゴ公 アーサー・ウェルズリー (1769–1852) | 初代ウェリントン公 初代シウダ・ロドリゴ公 アーサー・ウェルズリー (1769–1852) | 初代ウェリントン公 初代シウダ・ロドリゴ公 アーサー・ウェルズリー (1769–1852) | 初代ウェリントン公 初代シウダ・ロドリゴ公 アーサー・ウェルズリー (1769–1852) | 初代ウェリントン公 初代シウダ・ロドリゴ公 アーサー・ウェルズリー (1769–1852) | 初代ウェリントン公 初代シウダ・ロドリゴ公 アーサー・ウェルズリー (1769–1852) |  |  | 初代カウリー男爵 ヘンリー・ウェルズリー (1773-1847) | 初代カウリー男爵 ヘンリー・ウェルズリー (1773-1847) | 初代カウリー男爵 ヘンリー・ウェルズリー (1773-1847) | 初代カウリー男爵 ヘンリー・ウェルズリー (1773-1847) | 初代カウリー男爵 ヘンリー・ウェルズリー (1773-1847) | 初代カウリー男爵 ヘンリー・ウェルズリー (1773-1847) |  |  |  |  |
|  |  |                      |                      |                      |                      |                      |                      |                                                                                               |                                                                                               | | | | | | |                      |  | | | | | | | | | カウリー伯爵家へ | | | | | |  |  |                                                                              |                                                                              |                                                                              |                                                                              |                                                                              |                                                                              |  |  |                                                     |                                                     |                                                     |                                                     |                                                     |                                                     |  |  |  |  |
|  |  |                      |                      |                      |                      |                      |                      |                                                                                               |                                                                                               | | | | | | |                      |  | | | | | | | | | | | | | | |  |  |                                                                              |                                                                              |                                                                              |                                                                              |                                                                              |                                                                              |  |  |                                                     |                                                     |                                                     |                                                     |                                                     |                                                     |  |  |  |  |
|  |  |                      |                      |                      |                      |                      |                      |                                                                                               |                                                                                               | | | | | | |                      |  | | | | | | | | | | | | | | |  |  |                                                                              |                                                                              |                                                                              |                                                                              |                                                                              |                                                                              |  |  |                                                     |                                                     |                                                     |                                                     |                                                     |                                                     |  |  |  |  |
|  |  |                      |                      |                      |                      |                      |                      |                                                                                               |                                                                                               | 4代モーニントン伯 5代モーニントン男爵 2代メアリーバラ男爵 ウィリアム・ポール＝ティルニー＝ロング＝ウェルズリー (1788-1857) | 4代モーニントン伯 5代モーニントン男爵 2代メアリーバラ男爵 ウィリアム・ポール＝ティルニー＝ロング＝ウェルズリー (1788-1857) | 4代モーニントン伯 5代モーニントン男爵 2代メアリーバラ男爵 ウィリアム・ポール＝ティルニー＝ロング＝ウェルズリー (1788-1857) | 4代モーニントン伯 5代モーニントン男爵 2代メアリーバラ男爵 ウィリアム・ポール＝ティルニー＝ロング＝ウェルズリー (1788-1857) | 4代モーニントン伯 5代モーニントン男爵 2代メアリーバラ男爵 ウィリアム・ポール＝ティルニー＝ロング＝ウェルズリー (1788-1857) | 4代モーニントン伯 5代モーニントン男爵 2代メアリーバラ男爵 ウィリアム・ポール＝ティルニー＝ロング＝ウェルズリー (1788-1857) |                      |  | 2代ウェリントン公 2代シウダ・ロドリゴ公 6代モーニントン伯 7代モーニントン男爵 アーサー・ウェルズリー (1807–1884)   | 2代ウェリントン公 2代シウダ・ロドリゴ公 6代モーニントン伯 7代モーニントン男爵 アーサー・ウェルズリー (1807–1884)   | 2代ウェリントン公 2代シウダ・ロドリゴ公 6代モーニントン伯 7代モーニントン男爵 アーサー・ウェルズリー (1807–1884)   | 2代ウェリントン公 2代シウダ・ロドリゴ公 6代モーニントン伯 7代モーニントン男爵 アーサー・ウェルズリー (1807–1884)   | 2代ウェリントン公 2代シウダ・ロドリゴ公 6代モーニントン伯 7代モーニントン男爵 アーサー・ウェルズリー (1807–1884)   | 2代ウェリントン公 2代シウダ・ロドリゴ公 6代モーニントン伯 7代モーニントン男爵 アーサー・ウェルズリー (1807–1884)   | | | チャールズ・ウェルズリー卿 (1808–1858)                                                                               | チャールズ・ウェルズリー卿 (1808–1858)                                                                               | チャールズ・ウェルズリー卿 (1808–1858)                                                                               | チャールズ・ウェルズリー卿 (1808–1858)                                                                               | チャールズ・ウェルズリー卿 (1808–1858)                                                                               | チャールズ・ウェルズリー卿 (1808–1858)                                                                               |  |  |                                                                              |                                                                              |                                                                              |                                                                              |                                                                              |                                                                              |  |  |                                                     |                                                     |                                                     |                                                     |                                                     |                                                     |  |  |  |  |
|  |  |                      |                      |                      |                      |                      |                      |                                                                                               |                                                                                               | 4代モーニントン伯 5代モーニントン男爵 2代メアリーバラ男爵 ウィリアム・ポール＝ティルニー＝ロング＝ウェルズリー (1788-1857) | 4代モーニントン伯 5代モーニントン男爵 2代メアリーバラ男爵 ウィリアム・ポール＝ティルニー＝ロング＝ウェルズリー (1788-1857) | 4代モーニントン伯 5代モーニントン男爵 2代メアリーバラ男爵 ウィリアム・ポール＝ティルニー＝ロング＝ウェルズリー (1788-1857) | 4代モーニントン伯 5代モーニントン男爵 2代メアリーバラ男爵 ウィリアム・ポール＝ティルニー＝ロング＝ウェルズリー (1788-1857) | 4代モーニントン伯 5代モーニントン男爵 2代メアリーバラ男爵 ウィリアム・ポール＝ティルニー＝ロング＝ウェルズリー (1788-1857) | 4代モーニントン伯 5代モーニントン男爵 2代メアリーバラ男爵 ウィリアム・ポール＝ティルニー＝ロング＝ウェルズリー (1788-1857) |                      |  | 2代ウェリントン公 2代シウダ・ロドリゴ公 6代モーニントン伯 7代モーニントン男爵 アーサー・ウェルズリー (1807–1884)   | 2代ウェリントン公 2代シウダ・ロドリゴ公 6代モーニントン伯 7代モーニントン男爵 アーサー・ウェルズリー (1807–1884)   | 2代ウェリントン公 2代シウダ・ロドリゴ公 6代モーニントン伯 7代モーニントン男爵 アーサー・ウェルズリー (1807–1884)   | 2代ウェリントン公 2代シウダ・ロドリゴ公 6代モーニントン伯 7代モーニントン男爵 アーサー・ウェルズリー (1807–1884)   | 2代ウェリントン公 2代シウダ・ロドリゴ公 6代モーニントン伯 7代モーニントン男爵 アーサー・ウェルズリー (1807–1884)   | 2代ウェリントン公 2代シウダ・ロドリゴ公 6代モーニントン伯 7代モーニントン男爵 アーサー・ウェルズリー (1807–1884)   | | | チャールズ・ウェルズリー卿 (1808–1858)                                                                               | チャールズ・ウェルズリー卿 (1808–1858)                                                                               | チャールズ・ウェルズリー卿 (1808–1858)                                                                               | チャールズ・ウェルズリー卿 (1808–1858)                                                                               | チャールズ・ウェルズリー卿 (1808–1858)                                                                               | チャールズ・ウェルズリー卿 (1808–1858)                                                                               |  |  |                                                                              |                                                                              |                                                                              |                                                                              |                                                                              |                                                                              |  |  |                                                     |                                                     |                                                     |                                                     |                                                     |                                                     |  |  |  |  |
|  |  |                      |                      |                      |                      |                      |                      |                                                                                               |                                                                                               | | | | | | |                      |  | | | | | | | | | | | | | | |  |  |                                                                              |                                                                              |                                                                              |                                                                              |                                                                              |                                                                              |  |  |                                                     |                                                     |                                                     |                                                     |                                                     |                                                     |  |  |  |  |
|  |  |                      |                      |                      |                      |                      |                      |                                                                                               |                                                                                               | 5代モーニントン伯 6代モーニントン男爵 3代メアリーバラ男爵 ウィリアム・ポール＝ティルニー＝ロング＝ウェルズリー (1813-1863) | 5代モーニントン伯 6代モーニントン男爵 3代メアリーバラ男爵 ウィリアム・ポール＝ティルニー＝ロング＝ウェルズリー (1813-1863) | 5代モーニントン伯 6代モーニントン男爵 3代メアリーバラ男爵 ウィリアム・ポール＝ティルニー＝ロング＝ウェルズリー (1813-1863) | 5代モーニントン伯 6代モーニントン男爵 3代メアリーバラ男爵 ウィリアム・ポール＝ティルニー＝ロング＝ウェルズリー (1813-1863) | 5代モーニントン伯 6代モーニントン男爵 3代メアリーバラ男爵 ウィリアム・ポール＝ティルニー＝ロング＝ウェルズリー (1813-1863) | 5代モーニントン伯 6代モーニントン男爵 3代メアリーバラ男爵 ウィリアム・ポール＝ティルニー＝ロング＝ウェルズリー (1813-1863) |                      |  | 3代ウェリントン公 3代シウダ・ロドリゴ公 7代モーニントン伯 8代モーニントン男爵 ヘンリー・ウェルズリー (1846–1900)   | 3代ウェリントン公 3代シウダ・ロドリゴ公 7代モーニントン伯 8代モーニントン男爵 ヘンリー・ウェルズリー (1846–1900)   | 3代ウェリントン公 3代シウダ・ロドリゴ公 7代モーニントン伯 8代モーニントン男爵 ヘンリー・ウェルズリー (1846–1900)   | 3代ウェリントン公 3代シウダ・ロドリゴ公 7代モーニントン伯 8代モーニントン男爵 ヘンリー・ウェルズリー (1846–1900)   | 3代ウェリントン公 3代シウダ・ロドリゴ公 7代モーニントン伯 8代モーニントン男爵 ヘンリー・ウェルズリー (1846–1900)   | 3代ウェリントン公 3代シウダ・ロドリゴ公 7代モーニントン伯 8代モーニントン男爵 ヘンリー・ウェルズリー (1846–1900)   | | | 4代ウェリントン公 4代シウダ・ロドリゴ公 8代モーニントン伯 9代モーニントン男爵 アーサー・ウェルズリー (1849–1934)     | 4代ウェリントン公 4代シウダ・ロドリゴ公 8代モーニントン伯 9代モーニントン男爵 アーサー・ウェルズリー (1849–1934)     | 4代ウェリントン公 4代シウダ・ロドリゴ公 8代モーニントン伯 9代モーニントン男爵 アーサー・ウェルズリー (1849–1934)     | 4代ウェリントン公 4代シウダ・ロドリゴ公 8代モーニントン伯 9代モーニントン男爵 アーサー・ウェルズリー (1849–1934)     | 4代ウェリントン公 4代シウダ・ロドリゴ公 8代モーニントン伯 9代モーニントン男爵 アーサー・ウェルズリー (1849–1934)     | 4代ウェリントン公 4代シウダ・ロドリゴ公 8代モーニントン伯 9代モーニントン男爵 アーサー・ウェルズリー (1849–1934)     |  |  |                                                                              |                                                                              |                                                                              |                                                                              |                                                                              |                                                                              |  |  |                                                     |                                                     |                                                     |                                                     |                                                     |                                                     |  |  |  |  |
|  |  |                      |                      |                      |                      |                      |                      |                                                                                               |                                                                                               | 5代モーニントン伯 6代モーニントン男爵 3代メアリーバラ男爵 ウィリアム・ポール＝ティルニー＝ロング＝ウェルズリー (1813-1863) | 5代モーニントン伯 6代モーニントン男爵 3代メアリーバラ男爵 ウィリアム・ポール＝ティルニー＝ロング＝ウェルズリー (1813-1863) | 5代モーニントン伯 6代モーニントン男爵 3代メアリーバラ男爵 ウィリアム・ポール＝ティルニー＝ロング＝ウェルズリー (1813-1863) | 5代モーニントン伯 6代モーニントン男爵 3代メアリーバラ男爵 ウィリアム・ポール＝ティルニー＝ロング＝ウェルズリー (1813-1863) | 5代モーニントン伯 6代モーニントン男爵 3代メアリーバラ男爵 ウィリアム・ポール＝ティルニー＝ロング＝ウェルズリー (1813-1863) | 5代モーニントン伯 6代モーニントン男爵 3代メアリーバラ男爵 ウィリアム・ポール＝ティルニー＝ロング＝ウェルズリー (1813-1863) | メアリーバラ男爵廃絶 |  | 3代ウェリントン公 3代シウダ・ロドリゴ公 7代モーニントン伯 8代モーニントン男爵 ヘンリー・ウェルズリー (1846–1900)   | 3代ウェリントン公 3代シウダ・ロドリゴ公 7代モーニントン伯 8代モーニントン男爵 ヘンリー・ウェルズリー (1846–1900)   | 3代ウェリントン公 3代シウダ・ロドリゴ公 7代モーニントン伯 8代モーニントン男爵 ヘンリー・ウェルズリー (1846–1900)   | 3代ウェリントン公 3代シウダ・ロドリゴ公 7代モーニントン伯 8代モーニントン男爵 ヘンリー・ウェルズリー (1846–1900)   | 3代ウェリントン公 3代シウダ・ロドリゴ公 7代モーニントン伯 8代モーニントン男爵 ヘンリー・ウェルズリー (1846–1900)   | 3代ウェリントン公 3代シウダ・ロドリゴ公 7代モーニントン伯 8代モーニントン男爵 ヘンリー・ウェルズリー (1846–1900)   | | | 4代ウェリントン公 4代シウダ・ロドリゴ公 8代モーニントン伯 9代モーニントン男爵 アーサー・ウェルズリー (1849–1934)     | 4代ウェリントン公 4代シウダ・ロドリゴ公 8代モーニントン伯 9代モーニントン男爵 アーサー・ウェルズリー (1849–1934)     | 4代ウェリントン公 4代シウダ・ロドリゴ公 8代モーニントン伯 9代モーニントン男爵 アーサー・ウェルズリー (1849–1934)     | 4代ウェリントン公 4代シウダ・ロドリゴ公 8代モーニントン伯 9代モーニントン男爵 アーサー・ウェルズリー (1849–1934)     | 4代ウェリントン公 4代シウダ・ロドリゴ公 8代モーニントン伯 9代モーニントン男爵 アーサー・ウェルズリー (1849–1934)     | 4代ウェリントン公 4代シウダ・ロドリゴ公 8代モーニントン伯 9代モーニントン男爵 アーサー・ウェルズリー (1849–1934)     |  |  |                                                                              |                                                                              |                                                                              |                                                                              |                                                                              |                                                                              |  |  |                                                     |                                                     |                                                     |                                                     |                                                     |                                                     |  |  |  |  |
|  |  |                      |                      |                      |                      |                      |                      |                                                                                               |                                                                                               | | | | | | |                      |  | | | | | | | | | | | | | | |  |  |                                                                              |                                                                              |                                                                              |                                                                              |                                                                              |                                                                              |  |  |                                                     |                                                     |                                                     |                                                     |                                                     |                                                     |  |  |  |  |
|  |  |                      |                      |                      |                      |                      |                      |                                                                                               |                                                                                               | | | | | | |                      |  | | | | | | | | | | | | | | |  |  |                                                                              |                                                                              |                                                                              |                                                                              |                                                                              |                                                                              |  |  |                                                     |                                                     |                                                     |                                                     |                                                     |                                                     |  |  |  |  |
|  |  |                      |                      |                      |                      |                      |                      |                                                                                               |                                                                                               | | | | | | |                      |  | 5代ウェリントン公 5代シウダ・ロドリゴ公 9代モーニントン伯 10代モーニントン男爵 アーサー・ウェルズリー (1876–1941)  | 5代ウェリントン公 5代シウダ・ロドリゴ公 9代モーニントン伯 10代モーニントン男爵 アーサー・ウェルズリー (1876–1941)  | 5代ウェリントン公 5代シウダ・ロドリゴ公 9代モーニントン伯 10代モーニントン男爵 アーサー・ウェルズリー (1876–1941)  | 5代ウェリントン公 5代シウダ・ロドリゴ公 9代モーニントン伯 10代モーニントン男爵 アーサー・ウェルズリー (1876–1941)  | 5代ウェリントン公 5代シウダ・ロドリゴ公 9代モーニントン伯 10代モーニントン男爵 アーサー・ウェルズリー (1876–1941)  | 5代ウェリントン公 5代シウダ・ロドリゴ公 9代モーニントン伯 10代モーニントン男爵 アーサー・ウェルズリー (1876–1941)  | | | 7代ウェリントン公 8代シウダ・ロドリゴ公 11代モーニントン伯 12代モーニントン男爵 ジェラルド・ウェルズリー (1885–1972) | 7代ウェリントン公 8代シウダ・ロドリゴ公 11代モーニントン伯 12代モーニントン男爵 ジェラルド・ウェルズリー (1885–1972) | 7代ウェリントン公 8代シウダ・ロドリゴ公 11代モーニントン伯 12代モーニントン男爵 ジェラルド・ウェルズリー (1885–1972) | 7代ウェリントン公 8代シウダ・ロドリゴ公 11代モーニントン伯 12代モーニントン男爵 ジェラルド・ウェルズリー (1885–1972) | 7代ウェリントン公 8代シウダ・ロドリゴ公 11代モーニントン伯 12代モーニントン男爵 ジェラルド・ウェルズリー (1885–1972) | 7代ウェリントン公 8代シウダ・ロドリゴ公 11代モーニントン伯 12代モーニントン男爵 ジェラルド・ウェルズリー (1885–1972) |  |  |                                                                              |                                                                              |                                                                              |                                                                              |                                                                              |                                                                              |  |  |                                                     |                                                     |                                                     |                                                     |                                                     |                                                     |  |  |  |  |
|  |  |                      |                      |                      |                      |                      |                      |                                                                                               |                                                                                               | | | | | | |                      |  | 5代ウェリントン公 5代シウダ・ロドリゴ公 9代モーニントン伯 10代モーニントン男爵 アーサー・ウェルズリー (1876–1941)  | 5代ウェリントン公 5代シウダ・ロドリゴ公 9代モーニントン伯 10代モーニントン男爵 アーサー・ウェルズリー (1876–1941)  | 5代ウェリントン公 5代シウダ・ロドリゴ公 9代モーニントン伯 10代モーニントン男爵 アーサー・ウェルズリー (1876–1941)  | 5代ウェリントン公 5代シウダ・ロドリゴ公 9代モーニントン伯 10代モーニントン男爵 アーサー・ウェルズリー (1876–1941)  | 5代ウェリントン公 5代シウダ・ロドリゴ公 9代モーニントン伯 10代モーニントン男爵 アーサー・ウェルズリー (1876–1941)  | 5代ウェリントン公 5代シウダ・ロドリゴ公 9代モーニントン伯 10代モーニントン男爵 アーサー・ウェルズリー (1876–1941)  | | | 7代ウェリントン公 8代シウダ・ロドリゴ公 11代モーニントン伯 12代モーニントン男爵 ジェラルド・ウェルズリー (1885–1972) | 7代ウェリントン公 8代シウダ・ロドリゴ公 11代モーニントン伯 12代モーニントン男爵 ジェラルド・ウェルズリー (1885–1972) | 7代ウェリントン公 8代シウダ・ロドリゴ公 11代モーニントン伯 12代モーニントン男爵 ジェラルド・ウェルズリー (1885–1972) | 7代ウェリントン公 8代シウダ・ロドリゴ公 11代モーニントン伯 12代モーニントン男爵 ジェラルド・ウェルズリー (1885–1972) | 7代ウェリントン公 8代シウダ・ロドリゴ公 11代モーニントン伯 12代モーニントン男爵 ジェラルド・ウェルズリー (1885–1972) | 7代ウェリントン公 8代シウダ・ロドリゴ公 11代モーニントン伯 12代モーニントン男爵 ジェラルド・ウェルズリー (1885–1972) |  |  |                                                                              |                                                                              |                                                                              |                                                                              |                                                                              |                                                                              |  |  |                                                     |                                                     |                                                     |                                                     |                                                     |                                                     |  |  |  |  |
|  |  |                      |                      |                      |                      |                      |                      |                                                                                               |                                                                                               | | | | | | |                      |  | | | | | | | | | | | | | | |  |  |                                                                              |                                                                              |                                                                              |                                                                              |                                                                              |                                                                              |  |  |                                                     |                                                     |                                                     |                                                     |                                                     |                                                     |  |  |  |  |
|  |  |                      |                      |                      |                      |                      |                      |                                                                                               |                                                                                               | 7代シウダ・ロドリゴ女公 アン・リース (1910–1998)                                                                           | 7代シウダ・ロドリゴ女公 アン・リース (1910–1998)                                                                           | 7代シウダ・ロドリゴ女公 アン・リース (1910–1998)                                                                           | 7代シウダ・ロドリゴ女公 アン・リース (1910–1998)                                                                           | 7代シウダ・ロドリゴ女公 アン・リース (1910–1998)                                                                           | 7代シウダ・ロドリゴ女公 アン・リース (1910–1998)                                                                           |                      |  | 6代ウェリントン公 6代シウダ・ロドリゴ公 10代モーニントン伯 11代モーニントン男爵 ヘンリー・ウェルズリー (1912–1943) | 6代ウェリントン公 6代シウダ・ロドリゴ公 10代モーニントン伯 11代モーニントン男爵 ヘンリー・ウェルズリー (1912–1943) | 6代ウェリントン公 6代シウダ・ロドリゴ公 10代モーニントン伯 11代モーニントン男爵 ヘンリー・ウェルズリー (1912–1943) | 6代ウェリントン公 6代シウダ・ロドリゴ公 10代モーニントン伯 11代モーニントン男爵 ヘンリー・ウェルズリー (1912–1943) | 6代ウェリントン公 6代シウダ・ロドリゴ公 10代モーニントン伯 11代モーニントン男爵 ヘンリー・ウェルズリー (1912–1943) | 6代ウェリントン公 6代シウダ・ロドリゴ公 10代モーニントン伯 11代モーニントン男爵 ヘンリー・ウェルズリー (1912–1943) | | | 8代ウェリントン公 9代シウダ・ロドリゴ公 12代モーニントン伯 13代モーニントン男爵 アーサー・ウェルズリー (1915–2014)   | 8代ウェリントン公 9代シウダ・ロドリゴ公 12代モーニントン伯 13代モーニントン男爵 アーサー・ウェルズリー (1915–2014)   | 8代ウェリントン公 9代シウダ・ロドリゴ公 12代モーニントン伯 13代モーニントン男爵 アーサー・ウェルズリー (1915–2014)   | 8代ウェリントン公 9代シウダ・ロドリゴ公 12代モーニントン伯 13代モーニントン男爵 アーサー・ウェルズリー (1915–2014)   | 8代ウェリントン公 9代シウダ・ロドリゴ公 12代モーニントン伯 13代モーニントン男爵 アーサー・ウェルズリー (1915–2014)   | 8代ウェリントン公 9代シウダ・ロドリゴ公 12代モーニントン伯 13代モーニントン男爵 アーサー・ウェルズリー (1915–2014)   |  |  |                                                                              |                                                                              |                                                                              |                                                                              |                                                                              |                                                                              |  |  |                                                     |                                                     |                                                     |                                                     |                                                     |                                                     |  |  |  |  |
|  |  |                      |                      |                      |                      |                      |                      |                                                                                               |                                                                                               | 7代シウダ・ロドリゴ女公 アン・リース (1910–1998)                                                                           | 7代シウダ・ロドリゴ女公 アン・リース (1910–1998)                                                                           | 7代シウダ・ロドリゴ女公 アン・リース (1910–1998)                                                                           | 7代シウダ・ロドリゴ女公 アン・リース (1910–1998)                                                                           | 7代シウダ・ロドリゴ女公 アン・リース (1910–1998)                                                                           | 7代シウダ・ロドリゴ女公 アン・リース (1910–1998)                                                                           |                      |  | 6代ウェリントン公 6代シウダ・ロドリゴ公 10代モーニントン伯 11代モーニントン男爵 ヘンリー・ウェルズリー (1912–1943) | 6代ウェリントン公 6代シウダ・ロドリゴ公 10代モーニントン伯 11代モーニントン男爵 ヘンリー・ウェルズリー (1912–1943) | 6代ウェリントン公 6代シウダ・ロドリゴ公 10代モーニントン伯 11代モーニントン男爵 ヘンリー・ウェルズリー (1912–1943) | 6代ウェリントン公 6代シウダ・ロドリゴ公 10代モーニントン伯 11代モーニントン男爵 ヘンリー・ウェルズリー (1912–1943) | 6代ウェリントン公 6代シウダ・ロドリゴ公 10代モーニントン伯 11代モーニントン男爵 ヘンリー・ウェルズリー (1912–1943) | 6代ウェリントン公 6代シウダ・ロドリゴ公 10代モーニントン伯 11代モーニントン男爵 ヘンリー・ウェルズリー (1912–1943) | | | 8代ウェリントン公 9代シウダ・ロドリゴ公 12代モーニントン伯 13代モーニントン男爵 アーサー・ウェルズリー (1915–2014)   | 8代ウェリントン公 9代シウダ・ロドリゴ公 12代モーニントン伯 13代モーニントン男爵 アーサー・ウェルズリー (1915–2014)   | 8代ウェリントン公 9代シウダ・ロドリゴ公 12代モーニントン伯 13代モーニントン男爵 アーサー・ウェルズリー (1915–2014)   | 8代ウェリントン公 9代シウダ・ロドリゴ公 12代モーニントン伯 13代モーニントン男爵 アーサー・ウェルズリー (1915–2014)   | 8代ウェリントン公 9代シウダ・ロドリゴ公 12代モーニントン伯 13代モーニントン男爵 アーサー・ウェルズリー (1915–2014)   | 8代ウェリントン公 9代シウダ・ロドリゴ公 12代モーニントン伯 13代モーニントン男爵 アーサー・ウェルズリー (1915–2014)   |  |  |                                                                              |                                                                              |                                                                              |                                                                              |                                                                              |                                                                              |  |  |                                                     |                                                     |                                                     |                                                     |                                                     |                                                     |  |  |  |  |
|  |  |                      |                      |                      |                      |                      |                      |                                                                                               |                                                                                               | | | | | | |                      |  | | | | | | | | | 9代ウェリントン公 10代シウダ・ロドリゴ公 13代モーニントン伯 14代モーニントン男爵 チャールズ・ウェルズリー (1945–)    | | | | | |  |  |                                                                              |                                                                              |                                                                              |                                                                              |                                                                              |                                                                              |  |  |                                                     |                                                     |                                                     |                                                     |                                                     |                                                     |  |  |  |  |
|  |  |                      |                      |                      |                      |                      |                      |                                                                                               |                                                                                               | | | | | | |                      |  | | | | | | | | | | | | | | |  |  |                                                                              |                                                                              |                                                                              |                                                                              |                                                                              |                                                                              |  |  |                                                     |                                                     |                                                     |                                                     |                                                     |                                                     |  |  |  |  |
|  |  |                      |                      |                      |                      |                      |                      |                                                                                               |                                                                                               | | | | | | |                      |  | | | | | | | | | デュロ侯(儀礼称号) アーサー・ウェルズリー (1978–) (法定推定相続人)                                                   | | | | | |  |  |                                                                              |                                                                              |                                                                              |                                                                              |                                                                              |                                                                              |  |  |                                                     |                                                     |                                                     |                                                     |                                                     |                                                     |  |  |  |  |
|  |  |                      |                      |                      |                      |                      |                      |                                                                                               |                                                                                               | | | | | | |                      |  | | | | | | | | | | | | | | |  |  |                                                                              |                                                                              |                                                                              |                                                                              |                                                                              |                                                                              |  |  |                                                     |                                                     |                                                     |                                                     |                                                     |                                                     |  |  |  |  |
|  |  |                      |                      |                      |                      |                      |                      |                                                                                               |                                                                                               | | | | | | |                      |  | | | | | | | | | モーニントン伯(儀礼称号) アーサー・ウェルズリー (2010–)                                                              | | | | | |  |  |                                                                              |                                                                              |                                                                              |                                                                              |                                                                              |                                                                              |  |  |                                                     |                                                     |                                                     |                                                     |                                                     |                                                     |  |  |  |  |